# Саадан (село)
Саадан (азерб. Sədan) — село в одноимённом административно-территориальном округе Сиазаньского района Азербайджана.

## Население
По данным «Свода статистических данных о населении Закавказского края, извлеченных из посемейных списков 1886 года», в селе Саядан Кубинского уезда Бакинской губернии было 158 дымов и проживало 1528 человек. Население села состояло из татов, 1131 из которых были мусульманами-суннитами, а 397 человек — мусульманами-шиитами.
По состоянию на 1983 год в селе проживало 532 человека.

## Экономика
Основной отраслью экономики является виноградарство.
В Саадане расположен Сааданский нефтяной участок.

## Достопримечательности
В Саадане расположены укрепления Гара Дундур (XIV в.), являющиеся памятником архитектуры, и остатки крепости «Диндар галасы», представляющие собой археологический памятник.